# Back to the Heavyweight Jam
Back to the Heavyweight Jam è un album in studio degli Scooter pubblicato nel 1999.

## Tracce
1. Keyser Soze – 1:13
2. Watch Out – 4:15
3. Faster Harder Scooter – 3:48
4. Well Done, Peter – 3:54
5. Fuck the Millennium – 4:29
6. The Revolution – 4:05
7. Psycho – 5:05
8. The Learning Process – 4:55
9. I'll Put You On The Guest List – 5:12
10. Main Floor – 5:36
11. Kashmir – 4:45
12. No Release – 6:17
13. Fuck The Millennium (Single Version) – 4:12
14. Dutch Christmas – 4:32
15. Waiting For The Spring Let Me Be Your Valentine – 8:22
16. The Age Of Love – 3:38
17. No Fate – 4:46

Durata totale: 79:04